# Mirili
Mirili è un comune dell'Azerbaigian situato nel distretto di İmişli. Conta una popolazione di 954 abitanti.